# Militärluftfahrtmuseum
Il Militärluftfahrtmuseum è un museo dedicato alla storia degli aeromobili che hanno prestato servizio nella Österreichische Luftstreitkräfte e si trova a Zeltweg, in Austria, presso il locale aeroporto militare. Il museo è situato su un'area di 5 000 m² e dispone di un hangar per l'esposizione dei velivoli.

## Storia
Nel 2005, per festeggiare il 50º anniversario delle forze armate della seconda repubblica austriaca, le autorità militari decisero di esporre al pubblico, per un breve periodo,  la collezione di aerei, motori e mezzi militari appartenenti alla Österreichische Luftstreitkräfte su di un hangar dell'aeroporto militare di Zeltweg. Il progetto fu eleborato dall'RgR ADir Obst. Josef Platzer in seno all'Heeresgeschichtliches Museum di Vienna. Il primo aereo restaurato per l'occasione fu il velivolo da addestramento Fiat G46-4B che si trovava come “gate guardian” presso l'aeroporto di Zeltweg. Furono inoltre trasferiti alcuni aerei che si trovavano in deposito presso l'Heeresgeschichtliches Museum, mentre altri vennero acquistati all'estero, ed alcuni furono donati da altre forze aeree.
Per l'esposizione al pubblico fu prescelto di usare l'hangar n. 8 che si trovava sullo stesso aeroporto, e la collezione fu inaugurata durante il Flughafen Hinterstoisser (AirPower 2005). In quella occasione fu appositamente edito anche un libro, intitolato Die Österreichischen Luftstreitkräfte von 1955-2005, che narrava la storia dell'aeronautica militare austriaca nel periodo 1955-2005.
Visto il successo ottenuto l'esposizione divenne permanente, e dal 2012 fu definitivamente ridenominata Militärluftfahrtmuseum. Tra i velivoli esposti vi sono ben quattro esemplari di caccia intercettori bisonici Saab J-35Oë Draken, un aereo da ricognizione Mikoyan-Gurevich MiG-21R e un caccia Northrop F-5E Tiger II. Inoltre vi sono parti di aerei della seconda guerra mondiale, appartenenti ad Avro Lancaster, Messerschmitt Bf 109, Heinkel He 111 ed Heinkel He 162 Salamander, fotocamere, armi, paracaduti e camion.

## Esposizione

### Aeromobili
- Aerospatiale SE3130 Alouette II
- Agusta Bell AB206A Jet Ranger
- Agusta Bell AB 204B
- Bell OH-13H Sioux
- Cessna L-19E Bird Dog[2]

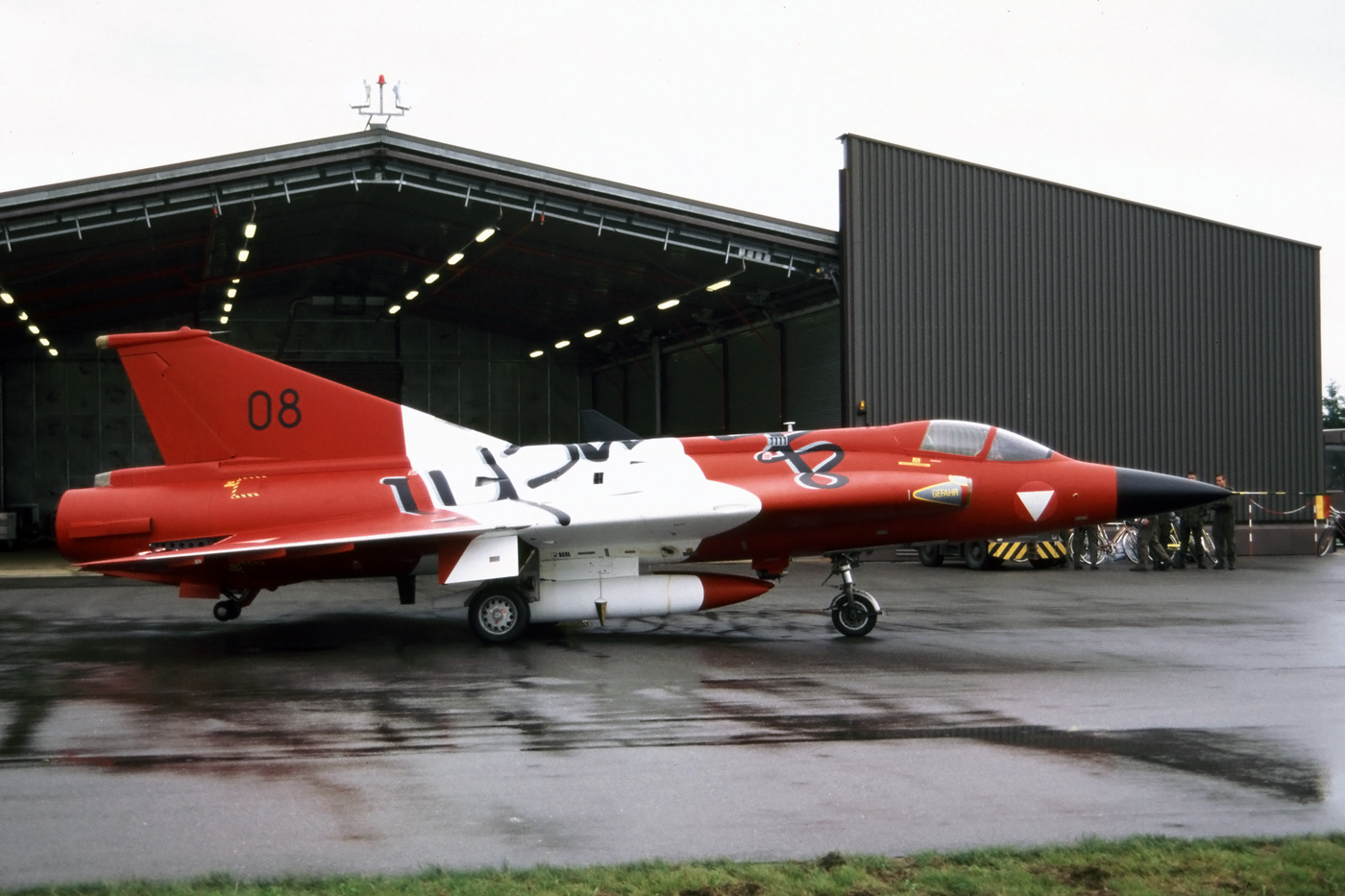
Un Saab J-35 Draken appartenente alla Österreichische Luftstreitkräfte ora esposto presso Militärluftfahrtmuseum.

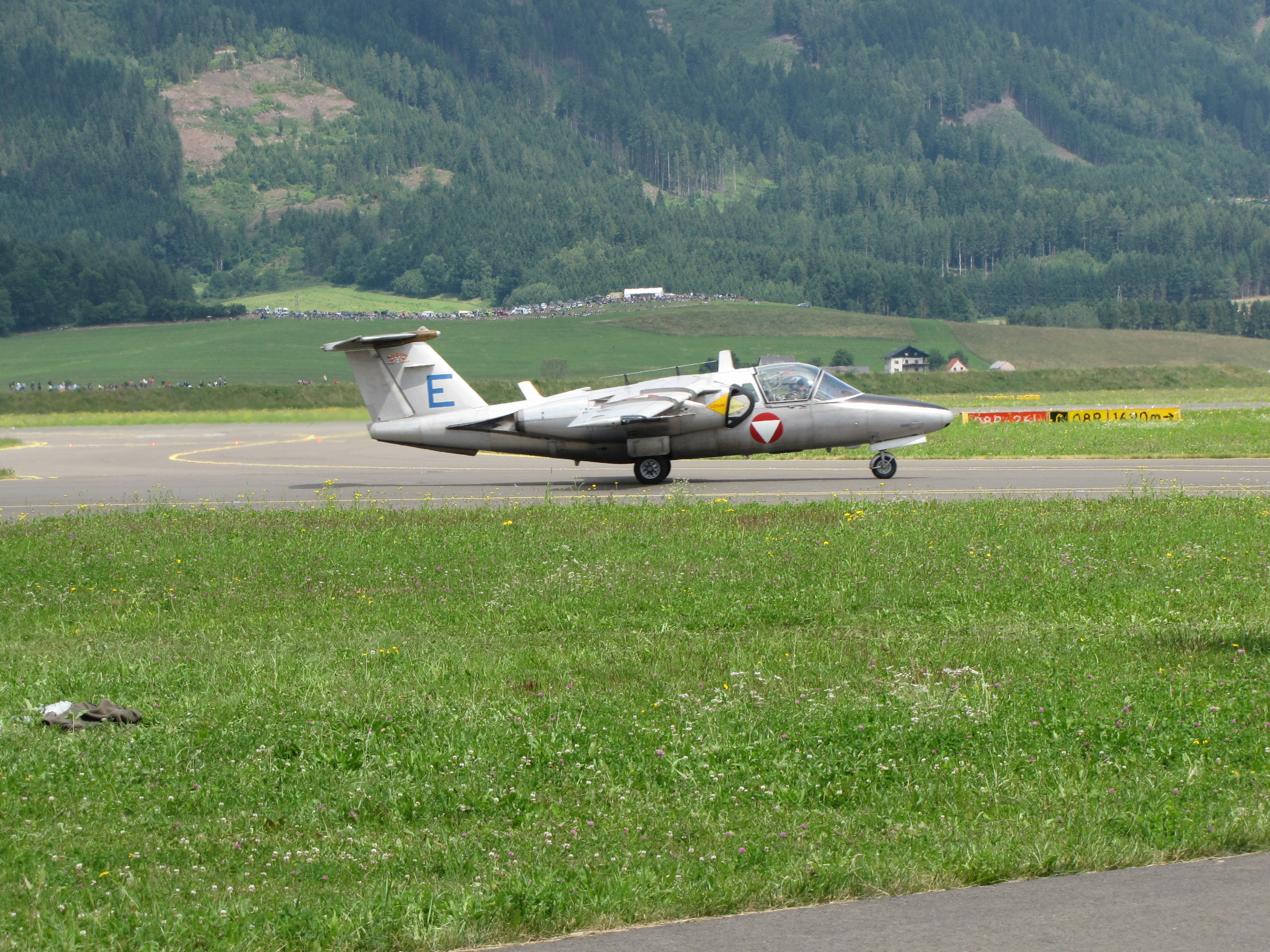
Un esemplare di Saab 105Oë ritratto sull'aeroporto di Zeltweg nel 2013 durante la Flughafen Hinterstoisser (Air Power 2013).

- De Havilland DH.115 Vampire T.Mk.11[2]
- Fiat G46-4B
- Fouga CM-170 Magister
- Grunau Baby II
- Mikoyan Gurevich MiG-21R
- Musger Mg-19a Steinadler
- North American LT-6G Harvard
- Saab J-29F Tunnan
- Saab J-35Oë Draken
- Saab 91D Safir
- Saab 105Oë
- Schulgleiter SG-38
- Short SC7-3M Skyvan
- Yakovlev Yak-11
- Yakovlev Yak-18
- Zlin 126

### Propulsori
- Bristol-Siddeley H.1200 Mk.610
- De Haviland Ghost Flygmotor RM2B
- De Havilland Goblin 35
- Hiero Flugzeugmotor 250PS
- Lycoming O-320-A1A
- Pratt & Whitney PT-6A
- Pratt & Whitney R-1340-AN1
- Pratt & Whitney R-1830-65 Wasp
- Shetsov Ash 21
- Svenska Flygmotor RM 6C
- Turbomeca Marbore II F3
- Turbomeca Artouste IIIB

### Periodici
- Antonio Calabrese, Serafino Durante, Airpower 16 “High-Flyers over Austria, in Rivista Aeronautica, n. 4, Roma, Stato Maggiore dell'Aeronautica Militare, 2016.